# Peter Piek
Peter Piek (* 3. April 1981 in Karl-Marx-Stadt, dem heutigen Chemnitz) ist ein deutscher Maler, Songwriter, Multiinstrumentalist und Performance-Künstler.

## Malerei
Von 2002 bis 2006 studierte Piek Malerei/Grafik an der Hochschule für Grafik und Buchkunst Leipzig bei Sighard Gille. 2003 war er gemeinsam mit Michael Goller Initiator der unabhängigen Künstlerinitiative Malfront.
Piek's Arbeiten werden in Einzel- und Gruppenausstellungen im In- und Ausland gezeigt. In seinen Bildern dominieren der flächige Rhythmus und eine Auflösung in Flecken reiner Farbigkeit. Die Kunstwissenschaftlerin Ina Gille schrieb 2005 zu seinen Arbeiten: „Ein zeichnend und malend gestalteter Garten, melodisch rhythmisch strukturiert, als tanze da einer über die Leinwände, und wagt dabei sogar ein Selbstbildnis als Rockstar, Traumbild ganz ohne Ironie, offen, unverkrampft.“ 2022 startete Piek eine offene, soziokulturelle Plattform mit der Idee One World One Painting, auf welcher einzelne Bildelemente unter Geo-Koordinaten gespeichert werden und die lokalen Landschaften in ihrer Vergänglichkeit der globalen Erwärmung selbst in den Vordergrund des Kunstbegriffs treten lassen.

## Ausstellungen
- 2000, 2002 und 2004 Preisträger der Jugendkunstbiennale

Wanderausstellungen in Bayreuth, Hof, Plauen, Chemnitz und Zwickau
- 2005 "Zu Fuß an der Malfront", Voxxx-Galerie, Chemnitz mit Michael Goller
- 2005 Heck-Art-Galerie (Chemnitz)
- 2005 Galerie Edition Erata (Leipzig)
- 2006 Galerie Westerheide (Ranis/Berlin)
- 2007 Neue Sächsische Galerie (Gruppenausstellung, Chemnitz)
- 2007 Galerie Lurago, Chomutov, CZ
- 2007 Galeria Szyb Wilson, Katowice/Polen
- 2008 Damen und Herren Kunstverein (Düsseldorf)
- 2008 Galerie Westerheide (Ranis/Berlin)
- 2009 PPZK (Leipzig)
- 2010 Heck-Art-Galerie, Kunst für Chemnitz e.V., Chemnitz D
- 2011 Galerie Süd, Magdeburg D
- 2011 Galerie Weise, Chemnitz D
- 2011 Space, Seattle USA
- 2012 PPZK, Bern CH
- 2013 Mutuo Centro de Arte, Barcelona ES
- 2013 Umtrieb Gallery for contemporary art, Kiel D
- 2013 Leipzig Young Contemporary, ArtWalk Park 2013”, Gruppenausstellung, Clara-Zetkin-Park, Leipzig, 5. September – 3. Oktober 2013
- 2014 "The Colorful Black Disc - Peter Piek in Guangzhou", Redtory, Guangzhou CN
- 2015 "to make a river with - Peter Piek in Hamburg", Galerie 21 im Vorwerkstift, Hamburg D
- 2015 "Asteroid Shining", LNE Lingnan Experimental Space at the Guangzhou Academy of Fine Arts, Guangzhou CN
- 2016 "Favara 42", Farm Cultural Park, Favara I
- 2017 "Schmetterling", Kunstraum 53, Hildesheim
- 2017 "Peter Piek", Idio Gallery, New York City, USA
- 2018 "Tree Talk", Green Art, Tulln an der Donau AT
- 2019 "Peter Piek", Kunstverein Bad Homburg, Bad Homburg DE
- 2022 "Peter Piek Sergisi", BE Contemporary, Urla Izmir TR
- 2022 "One World One Painting", Installationsreihe in mehreren Ländern u.a mit Ausstellung im Österreichischen Skulpturenpark, Universalmuseum Joanneum, Premstätten AT
- 2023 "21 Erfurt", Kulturquartier, Erfurt DE
- 2024 "The World Is Mine But I'll Share It", Kunstverein Celle, Celle DE
- 2024 "Getting There Is All The Fun", GfjK, Baden Baden DE

## Musik
- 2007 vertonte Piek den letzten Text „Die kleine Prinzessin“ des Lyrikers Klaus Sobolewski. Die Arbeit mit dem Titel „Peewee Princess of Dau & Deh“ ist ein aus sieben Bildern und einem gleichnamigen Song bestehendes Werk, in dem Musik und Malerei im Schaffensprozess verschmolzen wurden und auch gemeinsam rezipiert werden müssen.
- 2008 erschien das Debütalbum „Say Hello To Peter Piek“ bei Ausfahrt Musikverlag. Es folgte eine zweimonatige USA-Tour und mehrere Europatouren, mit Band in wechselnder Besetzung oder als Solomusiker.
- 2009 erschien die Single „What About The Ladies / You're So Right!“ bei Noisedeluxe Records.
- 2010 nach einer zweiten USA Tour und einer Tour in Westeuropa erschien das zweite Album „I Paint It On A Wall“ bei Noisedeluxe Records. ND 03620
- 2012 erste Tour in China, ausgedehnte Europatournee
- 2013 drittes Studioalbum "Cut Out The Dying Stuff"
- 2016 Studioalbum "+ (plus)"
- 2018 Studioalbum "Electric Babyland"
- 2020 Studioalbum "The Time Travelling" wird veröffentlicht. Ein Album, das 2019 während einer Reise in der transsibirischen Eisenbahn aufgenommen wurde.
- 2021 Studioalbum "Walking Zschopau"
- 2022 Studioalbum "Are You Friends With Me" erscheint.